# Odontopera fuscomarginata
Odontopera fuscomarginata är en fjärilsart som beskrevs av Barend J. Lempke 1951. Odontopera fuscomarginata ingår i släktet Odontopera och familjen mätare. Inga underarter finns listade i Catalogue of Life.